# История Чьяпаса
История Чьяпаса, самого южного штата Мексики, на протяжении большей части своей истории связана как с историей Центральной Америкой, так и с историей остальной Мексики.

## Доколумбова эпоха
Около 7000 г. до н. э. центральную долину современного Чьяпаса начали заселять охотники-собиратели, но о них мало что известно. Древнейшие археологические находки, к которым относятся орудия труда и оружие из камня и кости, в этом районе были обнаружены на ранчо Санта-Елена в Окосокоаутле. Там же были раскопаны и захоронения. В доклассический период, с 1800 г. до н. э. по 300 г. н. э., на всей территории современного Чьяпаса были разбросаны сельские поселения, хотя охотники-собиратели встречались здесь и долгое время после окончания этой эпохи.
Археологические исследования в регионе Соконуско позволяют сделать вывод, что древнейшей цивилизацией, появившейся на территории современного Чьяпаса, была культура мокайя, люди которой выращивали кукурузу и жили в домах ещё в 1500 г. до н. э., что делает их одной из старейших цивилизаций в Мезоамерике. По одному из предположений, они являются предками ольмеков, которые мигрировали через долину Грихальва на прибрежную равнину у Мексиканского залива на севере, которая была территорией ольмеков. В Чьяпа-де-Корсо, одном из древних городов мокайя, в ходе археологических раскопок был найден древнейший из известных календарей на керамическом изделии, датированный 36 г. до н. э.. Он был создан за 300 лет до того, как майя разработали свой календарь. Потомками мокайя являются михе-соке.

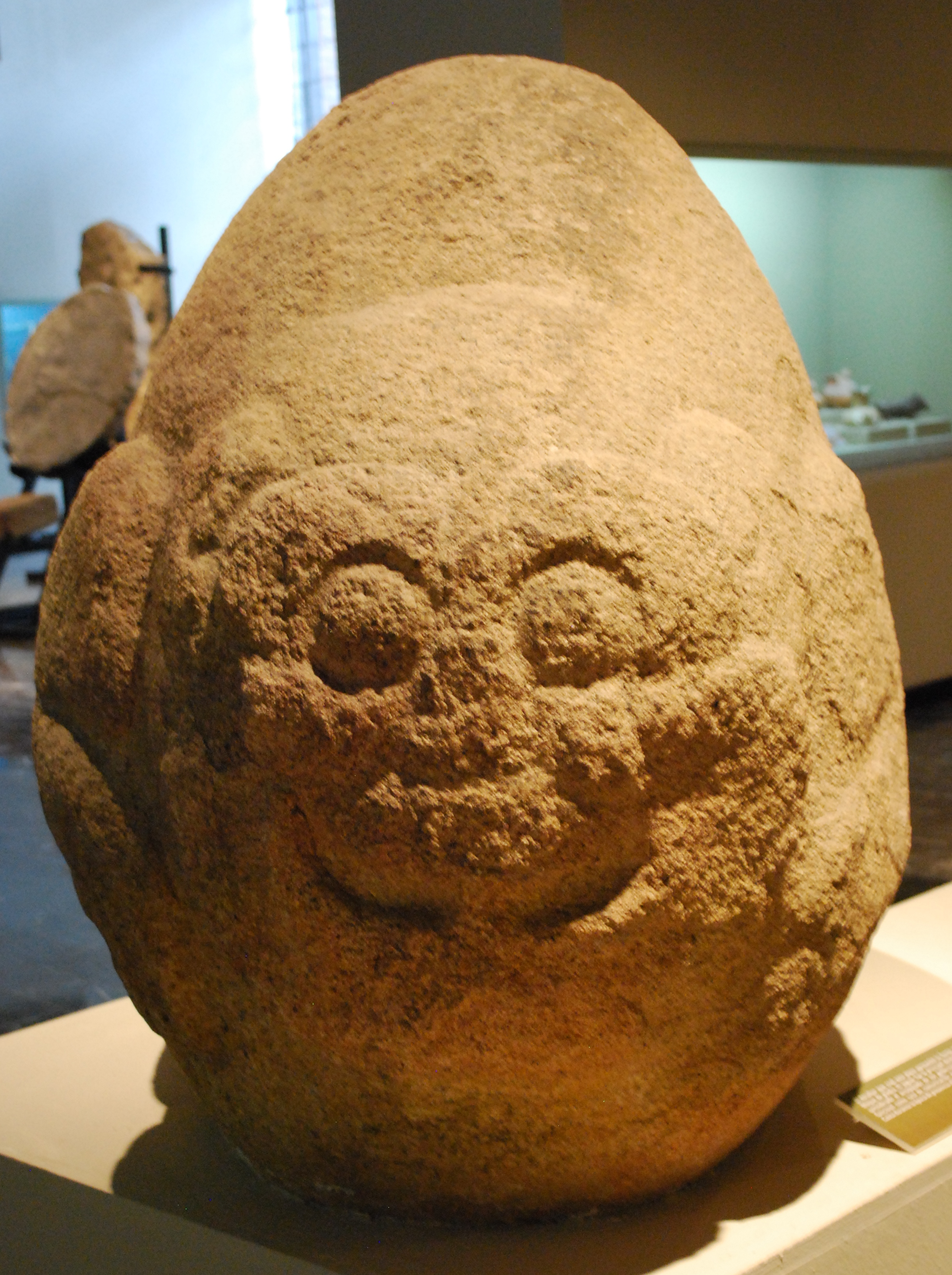
Скульптура ягуара из Чинталапы, датируемая 1000—400 гг. до н. э., в Региональном музее антропологии и истории Чьяпаса.

В предклассическую эру большая часть населения современного Чьяпаса не была ольмеками, но поддерживала с ними тесные отношения, особенно с ольмеками с перешейка Теуантепек. На территории Чьяпаса можно обнаружить скульптуры, созданные под влиянием культуры ольмеков, в то же время изделия из этих мест, включая янтарь, магнетит и ильменит, поставлялись на земли ольмеков. Ольмеки пришли на территорию, находящуюся на северо-западе нынешнего Чьяпаса, в поисках янтаря, одним из главных доказательств чему служит топор Симойовель.

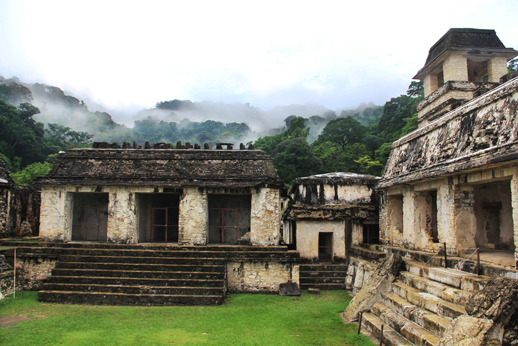
Дворец в Паленке

Цивилизация майя, зародившаяся в предклассическую эру, получила распространение только в классическую эру (300—900 года). В предклассическую эру эта культура развивалась в виде сельских поселений, а в классическую эру, когда социальное устройство общества стало более сложным, стали возникать города. Майя строили города на полуострове Юкатан и на западе Гватемалы. В Чьяпасе археологические объекты майя сосредоточены преимущественно вдоль современных границ Чьяпаса со штатом Табаско и Гватемалой. Большая их часть располагается на территории Лакандонской сельвы.

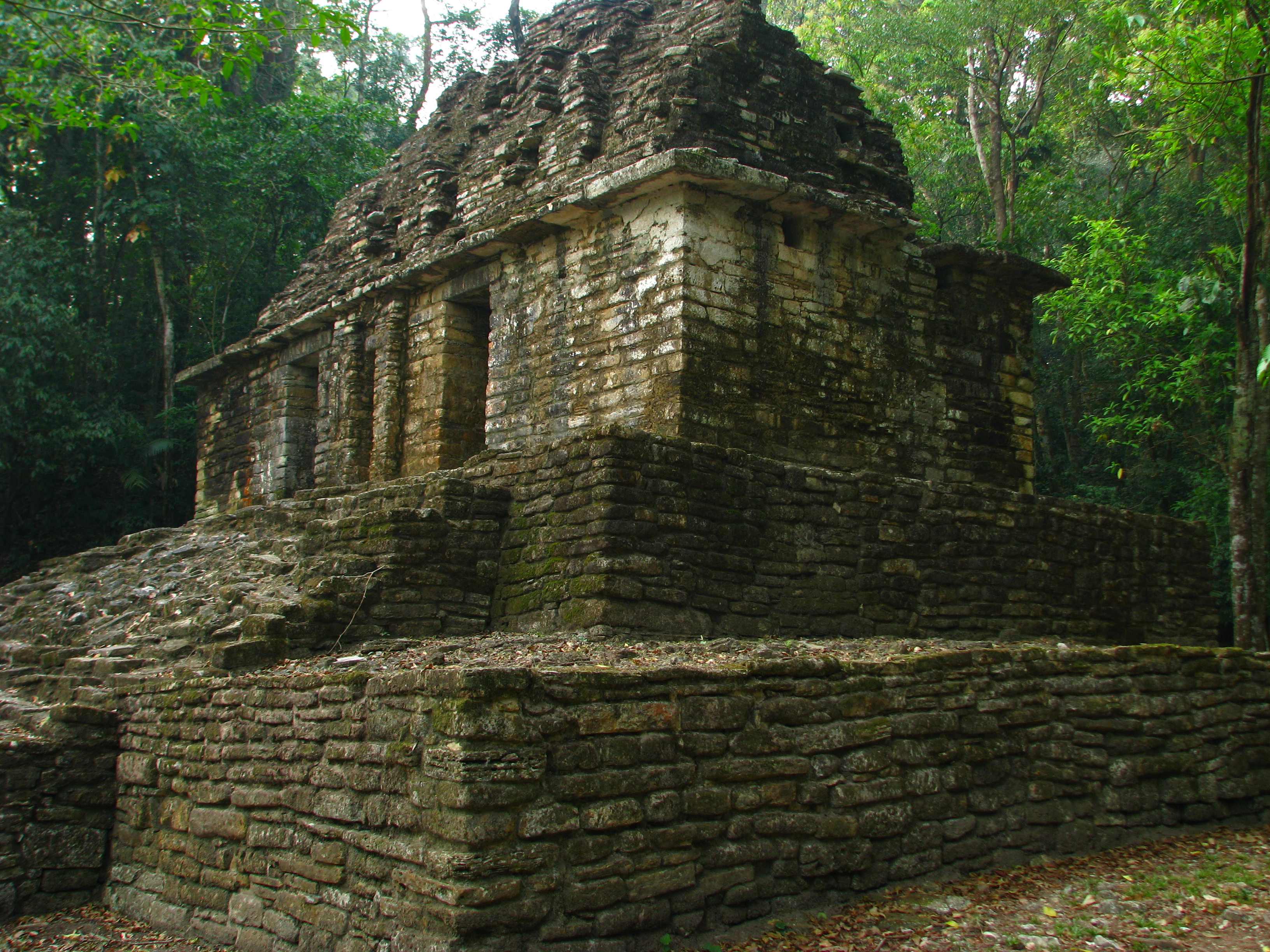
Яшчилан, древний город майя

Цивилизация майя в районе Лакандонской сельвы характеризуется активным освоением ресурсов дождевых лесов, резким социальным расслоением общества, сильной местной идентичностью, агрессивными войнами с соседними народами. В период своего расцвета она имела крупные города и письменность, развивались научные знания, в таких областях как математика и астрономия. В центре городов находились крупные политические и церемониальные сооружения, искусно украшенные фресками и надписями. К подобным городам относятся Паленке, Хупа, Бонампак, Лаканья, Яшчилан, Чинкультик, Тонина, Чиникиа, Эль-Кайо, Ла-Мар, Эль-Пальма, Охлаунтун и Сак-Ци. Цивилизация майя обладала обширными торговыми связями и крупными рынками, на которых продавались такие товары, как шкуры животных, индиго, янтарь, ваниль и перья кетцаля. Неизвестно, что положило конец цивилизации, но теории варьируются от чрезмерной численности населения, стихийных бедствий, болезней и истощения природных ресурсов до чрезмерной эксплуатации или изменения климата.
Почти все города майя резко пришли в упадок примерно в одно и то же время, в 900 году. С тех пор и до 1500 года социальная организация современного Чьяпаса распалась на гораздо более мелкие единицы, а социальная структура стала гораздо менее сложной. Некоторое влияние оказывали усиливавшиеся государства Центральной Мексики, в то же время сформировались две основные группы местного населения — зоки и различные потомки майя. Чьяпа, название которых получил нынешний мексиканский штат, мигрировали в центральную его часть также в этот период. Они поселились в окрестностях Чьяпа-де-Корсо, древней крепости михе-соке. В XV веке там появились ацтеки, но они не смогли вытеснить местный народ чьяпа. Однако о сильном влиянии ацтеков на этот регион свидетельствует тот факт, что название этой местности и будущего штата происходит из языка науатль.

## Колониальная эпоха

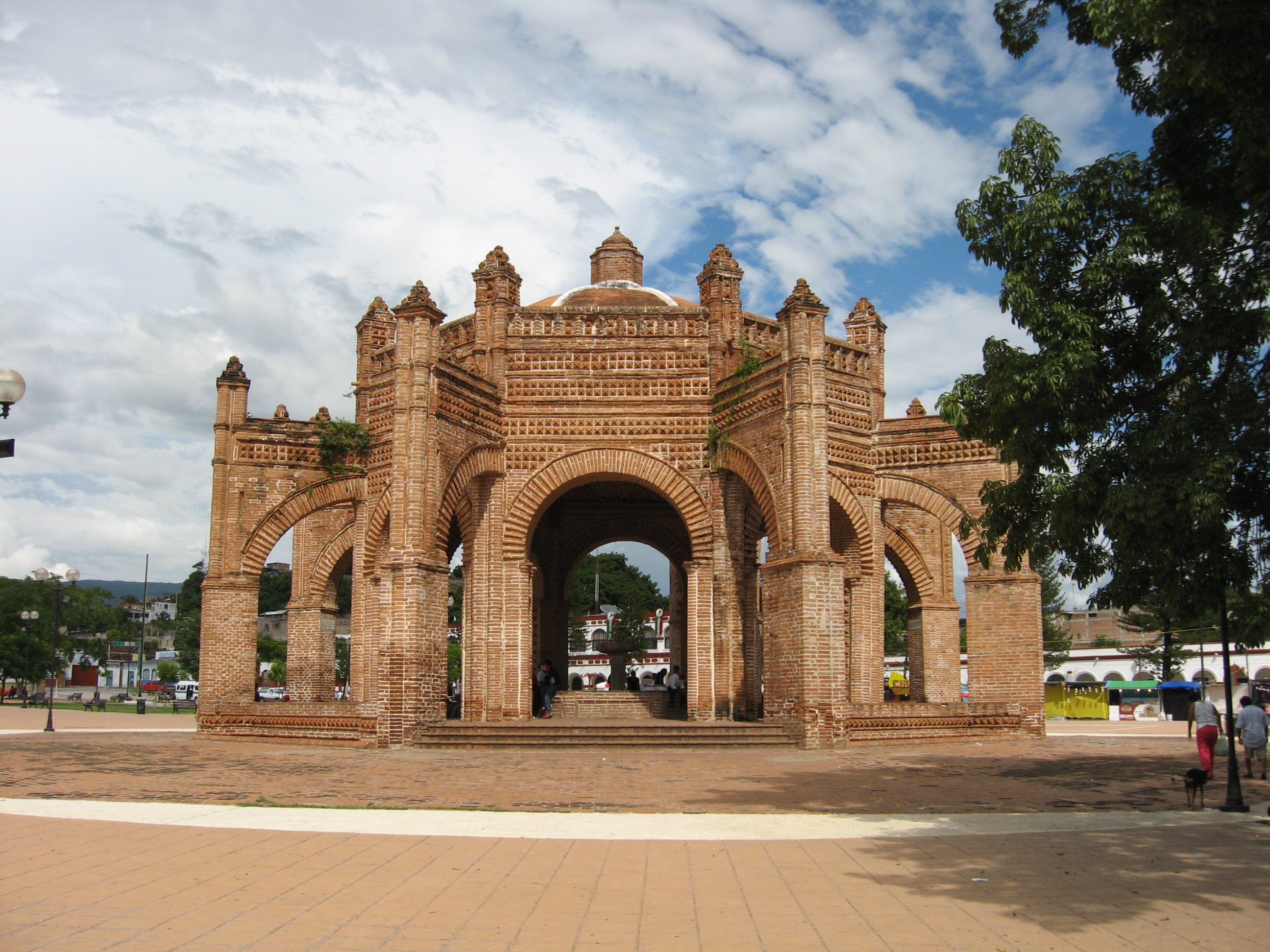
Фонтан Ла-Пила (Чьяпа-де-Корсо) в центре города Чьяпа-де-Корсо, возведённый испанцами в стиле мудехар в 1562 году.

Когда в XVI веке на территории современного Чьяпаса появились испанцы, его население было разделено на майя и остальные народы, среди которых доминировали соке и чьяпанеки. Первый контакт между испанцами и местными жителями произошёл в 1522 году, когда после покорения империи ацтеков Эрнан Кортес отправил в их земли сборщиков налогов. В 1523 году туда вторгся конкистадор Луис Марин, через три года сумевший подчинить себе ряд местных народов. Он столкнулся с ожесточенным сопротивлением со стороны живших в горной местности цоцилов. Испанские колониальные власти отправили в Чьяпас новую экспедицию под командованием Диего де Масарьегоса. Тот добился большего успеха, чем его предшественник, хотя многие местные жители предпочли покончить с собой, нежели подчиниться испанцам. Одним из известных примеров подобного сопротивления служит битва при Тепетчиа, когда многие индейцы сбросились и разбились насмерть в каньоне Сумидеро.
Сопротивление местных жителей слабело в ходе постоянных войн с испанцами и болезней. К 1530 году почти все индейцы Чьяпаса были покорены, за исключением лакандонских чоли, живших в глубине джунглей. Они активно сопротивлялись до 1695 года. Однако две основные группы, цоцили и цельтали, жившие на центральном нагорье, были усмирены так, что уже не смогли помешать в 1528 году основанию первого испанского города в Чьяпасе, ныне известного как Сан-Кристобаль-де-лас-Касас. Первоначально же это было поселение Вилья-Реаль-де-Чьяпа-де-лос-Эспаньолес, а второе поселение, появившиеся в Чьяпасе одновременно с ним, было Чьяпа-де-лос-Индиос.
В 2025 году учёные из США и Японии обнаружили в джунглях мексиканского штата Чьяпас забытый город Сак-Балан (Sak-Bahlán), "Землю Белого Ягуара", где в XVI-XVII веках прятались последние непокорённые воины майя, боровшиеся с испанцами задолго после падения остальных городов.